# Slagen van Rzjev

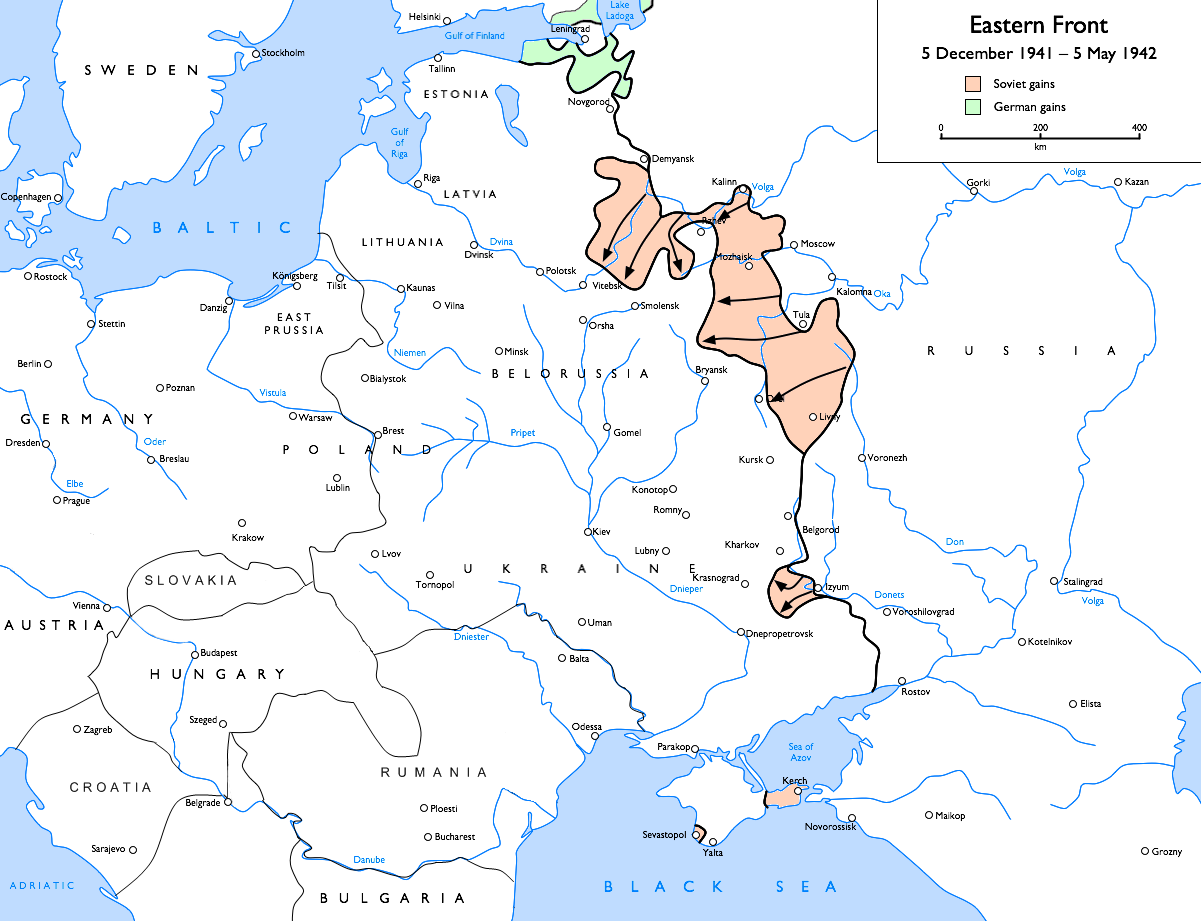
De Rjzev saillant tijdens de winter van 1941-1942.

De Slagen van Rzjev (Russisch: Ржевская битва, Rzjevskaja bitva) is de benaming voor een serie offensieven gedurende de Tweede Wereldoorlog, gelanceerd tussen 8 januari 1942 en 31 maart 1943, in de richting van Rzjev, Sytsjovka en Vjazma met als doel het doorbreken van het Duitse saillant in de omgeving van Moskou. De offensieven gingen gepaard met hoge verliezen aan beide zijden.
De documenten van dit deel van de Grote Vaderlandse Oorlog werden door Sovjet-historici gedekt, waardoor er slechts na de val van de Sovjet-Unie toegang was tot een beperkt aantal documenten. Het gevolg hiervan is dat exacte namen, data, resultaten en verliezen slechts voor een deel bekend zijn.
De belangrijkste operaties staan bekend onder de namen:
- Eerste Rzjev-Vjazmaoffensief
- Eerste Rzjev-Sytsjovkaoffensief
- Tweede Rzjev-Sytsjovkaoffensief (Operatie Mars)
- Tweede Rzjev-Vjazmaoffensief

## Geschiedenis
Tijdens de tegenaanvallen van de Sovjet-Unie in de winter van 1941-1942, en het Eerste Rzjev-Vjazma offensief (januari 1942–april 1942), werden de Duitse troepen uit de omgeving van Moskou verdreven. Het resultaat was dat er een saillant werd gevormd in de frontlijn in de richting van Moskou. Dit saillant kwam bekend te staan als het Rzjev-Vjazma saillant. Het saillant was voor het Duitse Heeresgruppe Mitte van essentieel belang voor de inname van Moskou. Dit was ook de reden dat het zwaar werd verdedigd.
Sovjet-troepen aan het Kalininfront en het Westelijk Front braken door de Duitse linies ten westen van Rzjev in januari, maar omdat ze een slechte bevoorrading hadden, zaten ze na een tijd zonder munitie en voedsel. Daardoor werden het 22e, 29e en 30e Sovjetleger omsingeld. Omdat deze troepen, ondanks hun omsingeling, het achterste gedeelte van het Duitse 9e leger bedreigden, startten de Duitsers op 2 juli Operatie Seydlitz, met als doel de omsingelde troepen te elimineren. De operatie viel in het voordeel van de Duitsers uit en de drie omsingelde Russische legers werden in hun geheel vernietigd.
Tussen juli en oktober trachtten Russische troepen meermaals door de Duitse linies heen te breken, maar iedere poging kwam vroegtijdig ten einde. Hoewel de Sovjets niet door de Duitse linies wisten te breken, boekten ze wel weer wat terreinwinst. Zo kwam de frontlinie dichter bij Rjzev te liggen en werd de stad Zoebtsov weer heroverd.
Het Tweede Rjzev-Sytsjovka offensief vond plaats van november 1942–december 1942 en kreeg de codenaam Operatie Mars. Hoewel het offensief minstens zo bloedig was als het eerste Rjzev-Sytsjovka offensief en het ook op een mislukking uitliep, was het toch van groot strategisch belang. De troepen die de Duitsers wilden inzetten voor het ontzet van het Duitse 6e Leger in Stalingrad, werden nu gedwongen om het tweede Rjzev-Sychevka offensief tot stilstand te brengen. Er werd door de Sovjets bewust informatie doorgespeeld naar de Duitse geheime dienst, zodat zij troepen achterhielden die anders zouden worden ingezet bij het ontzet van Stalingrad.

## Verliezen
Over de exacte verliezen zijn geen officiële cijfers gepubliceerd. Naar schatting verloor de Sovjet-Unie tussen de 500.000 en 1.000.000 manschappen. 

De Duitsers leden eveneens zware verliezen. Schattingen lopen uiteen van 300.000 tot 450.000 verloren manschappen.